# Chamaecostus subsessilis
Chamaecostus subsessilis är en enhjärtbladig växtart som först beskrevs av Christian Gottfried Daniel Nees von Esenbeck och Carl Friedrich Philipp von Martius, och fick sitt nu gällande namn av C.D.Specht och Dennis William Stevenson. Chamaecostus subsessilis ingår i släktet Chamaecostus och familjen Costaceae. Inga underarter finns listade.